# Bombylius paradoxus
Bombylius paradoxus är en tvåvingeart som beskrevs av Hall och Neal L. Evenhuis 1981. Bombylius paradoxus ingår i släktet Bombylius och familjen svävflugor. Inga underarter finns listade i Catalogue of Life.